# جائزة اليابان الكبرى للدراجات النارية 2018
جائزة اليابان الكبرى للدراجات النارية 2018 هو سباق دراجات نارية أقيم بتاريخ 21 أكتوبر 2018 في حلبة موتيجي، اليابان. كان الجولة السادسة عشر من أصل 19 في سباق الجائزة الكبرى للدراجات النارية موسم 2018. فاز مارك ماركيث بفئة الموتو جي بي بينما جاء كال كروتشلوو في المركز الثاني وحصل على المركز الثالث أليكس رينز. فاز بفئة الموتو 2 الإيطالي فرانشيسكو بانيا.